# Hylaeus alfkeni
Hylaeus alfkeni är en biart som först beskrevs av Heinrich Friese 1913.  Hylaeus alfkeni ingår i släktet citronbin, och familjen korttungebin. Inga underarter finns listade i Catalogue of Life.